# Claude Tedguy
 (août 2009).
Si vous disposez d'ouvrages ou d'articles de référence ou si vous connaissez des sites web de qualité traitant du thème abordé ici, merci de compléter l'article en donnant les références utiles à sa vérifiabilité et en les liant à la section « Notes et références ».
Claude Tedguy, (ou Claude Tedgui), né le 25 septembre 1937 à Oran, est philosophe, psychanalyste,  professeur d'université et écrivain francais.

## Biographie

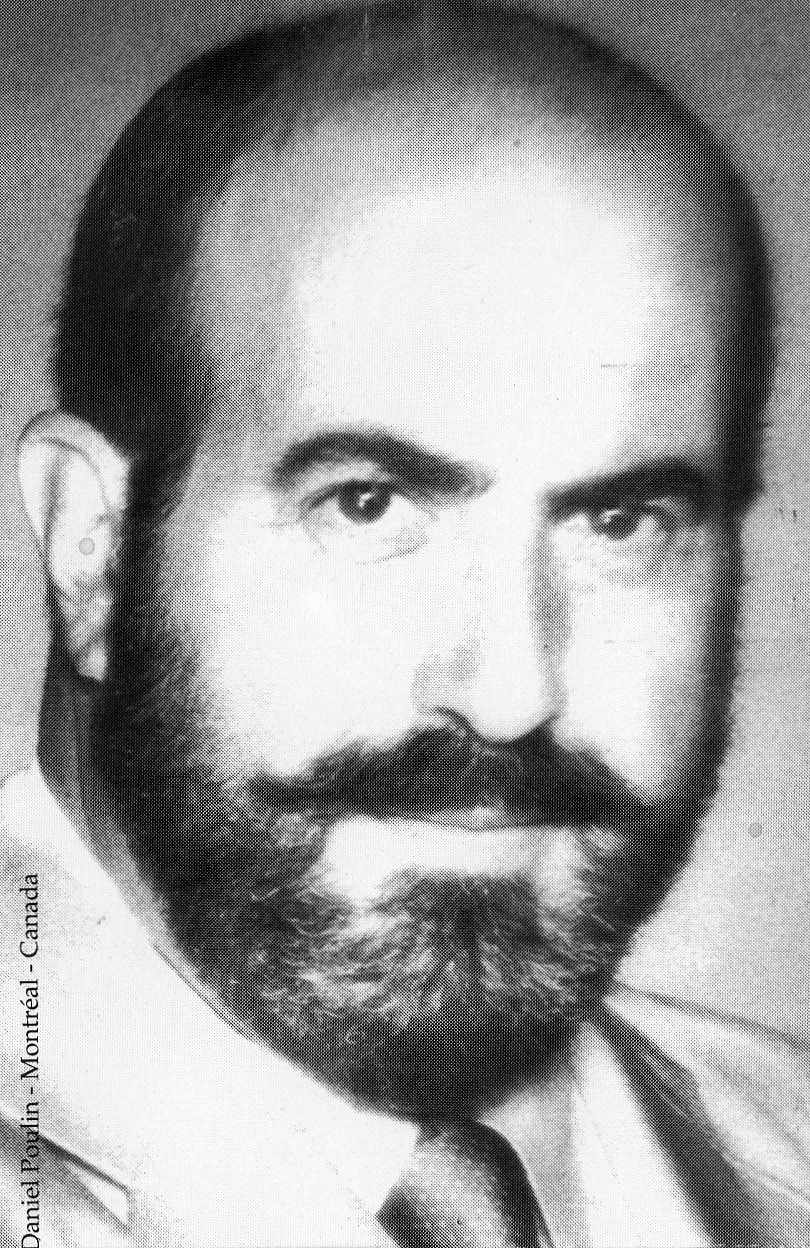
Claude Tedguy

Connu à la Société des auteurs et compositeurs dramatiques (SACD, Paris) sous le nom de Claude B. Tedguy, Claude Tedgui est né à Oran en Algérie, le 25 septembre 1937. Fils d'un ouvrier armurier espagnol républicain, il adhère au Parti communiste, qu'il quitte en 1959.
En 1952, il rencontre Jacques Lacan à Paris.
Il effectue son service militaire en Algérie. Il est démobilisé en 1962 et reçoit la reconnaissance de la Nation et une carte d'ancien combattant no 91864).
Il part aux États-Unis puis s'installe au Québec. Les évènements d'octobre 1970 au Québec[Lesquels ?], alors qu'il enseigne à l'Université Laval à Québec.) font de Tedgui le seul intellectuel emprisonné.
Il ouvre ensuite des cliniques externes gratuites de psychanalyse. Et il assure à l'Université du Québec à Montréal un cours de pédagogie et de littérature enfantine, à partir de 1982. Il est animateur et président de l’Université libre des lettres, des sciences et des arts, président des universités libres de France, et directeur des enseignements de l'Institut international de psychanalyse.

## Œuvres

### Poésie
- En un jardin sauvage, Bcd, Paris, 1972.
- Allumer des soleils, Éditions de la Francité, 1987 (Illustrations d'André Servais).
- Je n'ai raison que celle d'aimer, Éditions de la Francité,  Montréal, 2005. (Illustré par l'auteur).

Tous préfacés par Pierre Savignac, critique littéraire et ethnologue.
(Ancien vice-président à la Recherche de l'UQAM).

### Romans
- J'attendrai qu'elle revienne, Éditions de la Francité, 2008.
- La Maison sur la mer, Éditions de la Francité, 2009.

### Animation
- Tirés de la série Hutchi le petit Prince Orphelin qu'il a coproduite, de 39 épisodes diffusés à partir de 1977 sur TF1 et produite par OFIP inc, Canada : 
  - La Naissance de Hutchi Ed. GP Rouge et Or,  (ISBN 2 261-00746-9) en 1980
  - La Chanson de Hutchi   Ed. GP Rouge et Or,   ISBN/2 261-00745-0   en 1980
  - 39 épisodes de Hutchi le Petit Prince Orphelin en bandes dessinées et diffusés par Télé-Guide en 1981. (copyright : OFIP inc, 1977).
- Série de trente neuf épisodes de Démétan, la petite grenouille, qu'il a coproduite, diffusés à partir de 1981 sur FR3 et produite par OFIP inc, Canada.[réf. nécessaire]

### Théâtre
- Bonjour Docteur Freud. Théâtre Saint-Exupéry de Menton. Théâtre populaire. À l'occasion du 150e anniversaire de Freud.

### Télévision
- Continuité : Un dénommé Sigi, 1995.
- Production et animation de : Présence des rêves (Vidéotron Montréal 1986).
- Interviews : ORTF (avec Jean Pierre Enkiri en décembre 1970, sur les événements d'octobre 1970 au Québec).
- Différentes entrevues au Québec sur le Canal 5, le Canal 10 et Radio Canada et notamment émission de Claude Jasmin (Lire), en 1987.

### Presse
Plusieurs articles dans la presse spécialisée.
- Psychologies L'harmonie du corps et de l'esprit. Ce que nous sentons, ce que nous imaginons, nos enfants en sont imprégnés - Alors, ce que nous disons.... (Octobre 1990)
- La Libre Belgique Le suicide, illusion d'une fin, 26 février 1988, n° 57.
- Le Vif. L'Express Du Divan à la Caméra. (1989)
- Nice Matin Université libre : apprendre à désapprendre, Août 2005... Bonjour Dr Freud : lecture et dramaturge, avril 2007...
- Dimanche-Matin Des psychanalystes ouvrent une clinique externe pour défavorisés, février 1985.
- Le Journal de Montréal Comprendre et utiliser vos rêves, janvier 1987

### Radio
- Une centaine d'émissions en direct au Québec avec Claude Poirier. (De 1982 à 1984) au micro de CKVL 85.
- À la RTBF : une semaine entière consacrée à sa production poétique au micro de Jack Bourrelet. (1989)